# Championnat de France des rallyes 1970
Navigation
Édition précédente Édition suivante
Le championnat de France des rallyes 1970 fut remporté par Jean-Claude Andruet sur une Alpine A110 1600.
Le nouveau Critérium National des Rallyes revint à Jean-Louis Clarr. 

## Principales épreuves, et vainqueurs
- Rallye des Routes du Nord (6-8 février): Jean-Claude Andruet, copilote Sylvain Bernard sur Alpine A110 1800 Mignotet;
- Rallye Neige et Glace (21-22 février): Claude Swietlik, copilote Couturier sur Alpine A110 1300 S;
- Rallye Lyon-Charbonnières-Stuttgart-Solitude (13-15 mars): Jean-Claude Andruet, copilote David Stone sur Alpine A110 1600;
- Rallye du Forez (1 avril): Roland Charrière, copilote Yannick Castel sur Alpine A110;
- Critérium de Touraine (26 avril): Guy Chasseuil, copilote François Dumousseau sur Porsche 911;
- Rallye de Lorraine (30-31 mai): Jean-Claude Andruet, copilote Michel Vial sur Alpine A110 1600 M;
- Ronde Cévenole (26-28 juin): Jean-Claude Andruet, sur Alpine A110 1800;
- Rallye du Mont-Blanc (6 juillet): Jean-François Piot, copilote Michel Plançon sur Ford Escort RS1800;
- Coupe des Alpes: annulée;
- Rallye Vercors-Vivarais (20-21 septembre): Jean Vinatier, sur  Alpine A110 1600 proto;
- Tour de Corse (7-8 novembre): Bernard Darniche, copilote Bernard Demange sur Alpine A110 1600;
- Critérium des Cévennes (28 novembre): Gérard Larrousse, copilote Maurice Gélin sur Simca CG MC proto 2200.

## Autre épreuve française de renom
- Tour de France automobile (19-27 septembre): Jean-Pierre Beltoise et Patrick Depailler, copilote Jean Todt sur Matra 650.

## Classement du championnat
| Place | Pilote                | Voiture                                | Copilote               | Points |
| 1er   | Jean-Claude Andruet   | Alpine A110 1600                       | Michèle Véron          | 560    |
| 2e    | Jean Ragnotti         | Opel Kadett Rallye 1900                | Pierre Thimonier       | 537    |
| 3e    | Marie-Claude Beaumont | Opel Commodore GS/E & Chevrolet Camaro | Martine de La Grandive | 334    |
| 4e    | Jean-François Piot    | Ford Escort & Ford Capri               | Jean Todt              | 327    |
| 5e    | Gérard Larrousse      | Porsche 911 S et Simca CG Proto MC 2.2 | Maurice Gélin          | 323    |
| 6e    | Claude Ballot-Léna    | Porsche 911 & Porsche 914              | Jean-Claude Morenas    | 303    |
| 7e    | Jean-Pierre Nicolas   | Alpine A110 1600                       | Laroche                | 296    |
| 8e    | Guy Chasseuil         | Porsche 911                            | Christian Baron        | 269    |
| 9e    | Jean-Luc Thérier      | Alpine A110 1600                       | Marcel Callewaert      | 222    |
| 10e   | Marie-Pierre Palayer  | Porsche 911                            | Ginette Derolland      | 215    |